# Dyschirus haemorrhoidalis
Dyschirus haemorrhoidalis är en skalbaggsart som beskrevs av Pierre François Marie Auguste Dejean. Dyschirus haemorrhoidalis ingår i släktet Dyschirus och familjen jordlöpare. Inga underarter finns listade i Catalogue of Life.